# Jock V. Andrew
Jock V. Andrew (né en 1929) est un ancien officier de la marine canadienne et un auteur conspirationniste canadien.
Il s'est fait connaître durant les années 1970 par la publication de deux ouvrages s'attaquant à la politique de bilinguisme du gouvernement canadien, affirmant qu'il s'agissait d'un complot destiné à faire du Canada un pays unilingue francophone.
Les thèses de Andrew ont contribué à la formation de lobbies tels que l'Alliance pour la préservation de l'anglais au Canada (Alliance for the Preservation of English in Canada).